# Ga Saejeol
Ga Saejeol là ga đường sắt trên Tuyến 6 của Tàu điện ngầm Seoul. Ban đầu lên kế hoạch gọi nó là Ga Sinsa, nhưng tên đã được thay đổi do có thể nhầm lẫn với Ga Sinsa ở Gangnam-gu, trên Tuyến 3.

## Bố trí ga
- Hướng ra
  - Hướng Tây : Bên phải
  - Hướng Đông : Bên trái

| Eungam ↑            |
| \| E/B Chung \| W/B |
| ↓ Jeungsan          |

| Hướng Tây  | ● Tuyến 6 | ← Hướng đi Eungam · Yeokchon · Bulgwang · Dokbawi                        |
| Phần chung | ● Tuyến 6 | → Hướng đi Digital Media City · Hapjeong · Samgakji · Sinnae → · Ga cuối |
| Hướng Đông | ● Tuyến 6 | → Hướng đi Digital Media City · Hapjeong · Samgakji · Sinnae →           |

## Lối thoát
- Lối thoát 1: Bưu điện Eungam
- Lối thoát 3: Trường trung học Yeonseo
- Lối thoát 4: Trường tiểu học Sinsa